# مایانا زاتز
مایانا زاتز (انگلیسی: Mayana Zatz؛ زادهٔ ۱۶ ژوئیهٔ ۱۹۴۷) زیست‌شناس، و نسل‌شناس اهل برزیل است.